# 心 (臟腑)

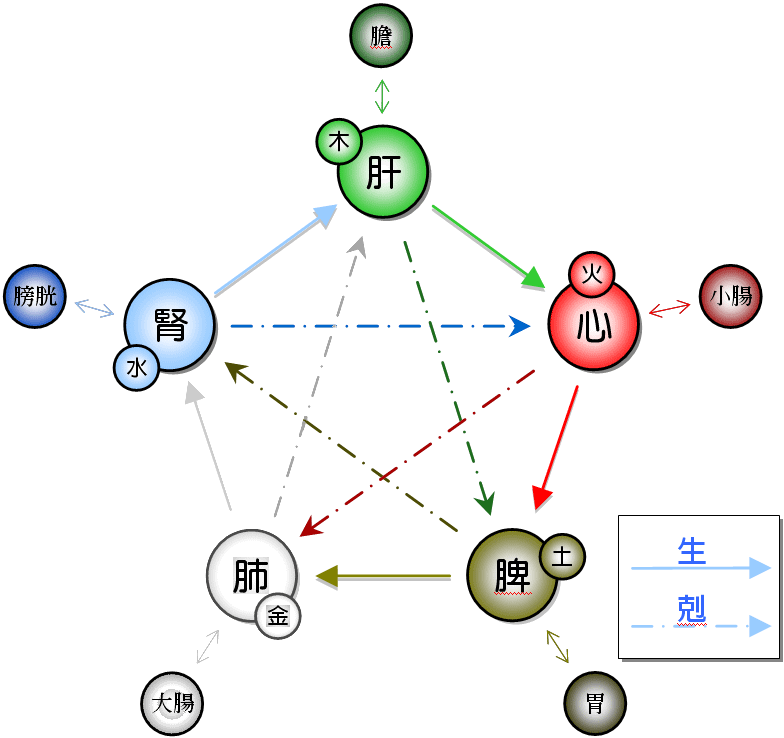
心在五行中屬火，圖為心與其他臟腑的生剋關係。

在傳統中醫學裡的臟象學說中，心是五臟六腑中最主要的部分，在五行中屬火，為神之居，血之主，脈之宗。心與生物學中的心臟大致上是同一個構造。型態描述上，《醫宗必讀》形容心為「心象尖圓形，如蓮蕊」。
「心主神明」是中醫學中最重要的思想之一，也就是說，心與精神思想有關。大致而言，與心密切關聯的包括血液流動、精神意識、出汗，以及舌頭。

## 型態描述
古代中國關於心的解剖，史書上最早的記載見於《史記·殷本紀》：「比干強諫，紂怒曰：『吾聞聖人心有七竅，剖比干觀其心』。」心為五臟之一，居於胸中，肺之下，膈膜之上，附著於脊骨之第五椎，形如倒垂未開之蓮蕊。心外有赤黃色脂膜包裹，稱為心包絡，是心的外衛。《難經》認為：「心重十二兩，中有七孔三毛，盛精汁三合，主藏神」。《類經·經絡類》中又提到：「心當五椎之下，其系有五，上系連肺，肺下系心，心下三系連脾肝腎，故心通五臟之氣而為之主也」。
有血肉之心及神明之心的分別，前指藏於胸中、推動血液運行的心臟，後者指無具體形態的、主宰人精神活動的心。如《醫學入門·臟腑》說：「有血肉之心，形如未開蓮蕊，居肺下肝上是也。有神明之心，神者，氣血所化，生之本也，萬物由之盛長，不著色象，未有何有，謂無復存，主宰萬事萬物，虛靈不昧者是也」。

## 與其他部位的關聯
手少陰心經及手少陰別絡的循行路徑，根據《靈樞·經脈篇》記載為：“手少陰心經之脈，起於心中，出屬心系，下膈，絡小腸。其支者，從心系上挾咽，繫目系。其直者，復從心系，卻上肺，下出腋下，下循臑內後廉，行手太陰心主之後。下肘內，循臂內後廉，抵掌後銳骨之端，入掌內後廉，循小指之內出其端。”，“手少陰之別，名曰通里，去腕一寸半，別而上行，循經入於心中，繫舌本，屬目系。其實則支膈，虛則不能言，取之掌後一寸，別走太陽也。”
心與小腸相表裡：手少陰心經下絡小腸，手太陽小腸經絡心，心與小腸通過經脈相互絡屬而構成表裡關係。在病理上，如心經有火，可下移小腸，出現尿少、尿赤、尿痛；小腸有熱，可循經上炎於心，表現為心煩、舌赤、口舌生瘡等。

## 主要功能
傳統上，中醫認為，心為一身的君主，臟腑百骸均遵從其號令，人的聰明智慧也是從心而出。如《素問·靈蘭秘典論》所言：「心者君主之官也，神明出焉」。心在五行屬火，以陽藏而通於夏氣，故為陽中之太陽。心在體合脈、其華在面、開竅於舌、寄竅於耳、在液為汗、在志為喜。心臟與小腸腑相合，手少陰心經與手太陽小腸經相為表裡經。
- 心主血脈：指心具有推動血液在脈管中運行的功能。如《素問·痿論》說：“心主身之血脈”，《素問·五臟生成篇》：“諸血者，皆屬於心”，《讀醫隨筆》：“凡人周身百脈之血，發源於心，亦歸宿於心，循環不已”。心主血脈，血足則面容光彩，脈絡滿盈，故曰其華在面，其充在血脈。

- 在體合脈：指心與血脈相連，心氣推動血液在血脈中運行，心氣強弱可從脈中反映出來。例如心氣不足則脈細軟無力；心氣不勻則出現促、結、代脈等。

- 其華在面：心主血脈的功能，可從面部色澤反應出。例如心氣充則面紅潤光澤，心氣血虛則面淡白，心血淤則面青紫。如《靈樞·經脈篇》說：“手少陰氣絕則脈不通，脈不通則血不流，血不留則髦色不澤，故面黑如漆柴者，血先死”。

- 開竅於舌：心經的別絡聯繫於舌，舌的色澤、味覺、舌體運動、語言與心相關，如《靈樞·脈度》說：“心氣通於舌，心和則舌能知五味”。心的病變可從舌上反映出，如外台秘要說：“舌主心，臟熱即應舌生瘡裂破”，心火旺則舌尖紅赤或口舌生瘡；痰迷心竅則可見舌強不語。

- 在液為汗：心與汗液的生成排泄有關。汗為津液所化，津液與血液同出一源，稱為津血同源、血汗同源。病理上，若病人因故大汗出，或用藥發汗過度，則可損傷心陽，出現心慌、心悸，甚至出現大汗亡陽的危證。

- 心藏神：指心有主宰人體生命活動及精神、意識、思維活動的功能。《靈樞·邪客》：“心者，五臟六腑之大主也，精神之所舍也，其臟堅固，邪弗能容也；容之則心傷，心傷則神去，神去則死矣。故諸邪之在於心者，皆在於心之包絡。”《靈樞·本神》：“心怵惕思慮則傷神，心氣虛則悲，實則笑不休。所以任物者謂之心，心有所憶謂之意”

明朝以後，中醫學家對藏神的所在處，提出不同的看法，如明代·李時珍的《本草綱目·辛夷》指出：“腦為元神之府”
- 在志為喜：喜有益於心主血脈、心藏神的功能。如《素問·舉痛論》說：“喜則氣和志達，營衛通利”。但喜樂過度可使心神渙散，如《靈樞·本神》說：“喜樂者，神憚散而不藏”，《素問·陰陽應象大論》說：“喜傷心”。

惊則氣亂，心神不寧也容易受惊，如《素問·舉痛論》說：“惊則心無所依，神無所歸，慮無所定，故氣亂”，《小兒藥證直訣》指出：“惊為心病”。

## 心與養生之道
養生之道，在於存神養氣。存神在心，而靜心在目。張紫陽真人說：“心能役神，神亦役心，眼者神游之宅，神游於眼而役於心，心欲求靜，必先制眼，役之於眼，使歸於心，則心靜而神亦靜矣”。《導引本經》說：「夫心乃一身之主宰，生死之路頭也。是故心生則種種欲生，而神不入氣；心靜則種種欲靜，而神氣相抱也」。故人常宜燕居靜坐，調心息氣，食熱戒冷，常要兩目垂簾，反光內照，降心火於丹田。

## 心包絡
心包絡，簡稱心包，亦稱膻中。是心臟外面的包膜，有保護心臟的功能。中醫認為，心為君主之官不得受邪，故外邪犯心時，首先侵犯心包，故心包有“代心受邪”的作用。“邪犯心包”主要表現在心藏神的功能異常，有以下兩種證型：
- 熱入心包：外感熱病中出現高熱、神昏、譫語等心神失常的病變。
- 痰濁蒙蔽心包：痰濁引起神志模糊、意識障礙等心神錯亂的病變。

## 相關文獻
《如何看待中医的“心主神明”理论》。貴陽中醫學院學報，29卷3期。

## 外部連結
- 冠心病 中藥方劑圖像數據庫 (香港浸會大學中醫藥學院) （中文）（英文）
- 心臟病 中藥方劑圖像數據庫 (香港浸會大學中醫藥學院) （中文）（英文）
- 心 中藥方劑圖像數據庫 (香港浸會大學中醫藥學院) （中文）（英文）)
- 心包 中藥方劑圖像數據庫 (香港浸會大學中醫藥學院) （中文）（英文）
- 心悸 中藥方劑圖像數據庫 (香港浸會大學中醫藥學院) （中文）（英文）
- 心下痞硬 中藥方劑圖像數據庫 (香港浸會大學中醫藥學院) （中文）（英文）
- 痰迷心竅 中藥方劑圖像數據庫 (香港浸會大學中醫藥學院) （中文）（英文）